# Durumvete
Durumvete eller ibland hårdvete (Triticum durum) är en art i familjen gräs. Durumvete innehåller hög halt av glutenproteiner som uppkommer i de solrika trakter där det odlas, vilket ger mjölet hög kvalitet och näringsvärde. Proteinhalten är ca 12 g per 100 g.
Durumvete odlas framförallt runt Medelhavet, i Indien och i Nord- och Sydamerika. Ön Ven i Öresund är en av få platser i Norden där det går bra att odla durumvete. Det står för ungefär 5 % av världens totala veteproduktion. Det används framförallt till pasta och den nordafrikanska rätten couscous. Durumvete ger gulare och hårdare al dente-pasta än vanligt vete och lämpar sig därför bäst till pastaprodukter, men även bröd som tillverkas av durumvete förekommer i till exempel Nordafrika.
Durumvete beskrevs 1798 av René Louiche Desfontaines . Enligt Catalogue of Life och  Dyntaxa ingår Hårdvete i släktet veten och familjen gräs. Arten förekommer tillfälligt i Sverige, men reproducerar sig inte. Inga underarter finns listade i Catalogue of Life.

## Användningsområden
Avskalat men omalet, eller grovmalet, används durumvete till den nordafrikanska typ av mannagryn som kallas couscous. Det används också till rätter i Mellanöstern som tabbouleh, kishk, kibba, bitfun och bulgur för pilaff. I arabiska köket utgör det grunden för många soppor, fyllningar, puddingar och bakverk.
När durumvete finmals, kan det användas till pasta och bröd. I Mellanöstern används det till platta runda bröd och i Europa och på andra ställen till pizza. Det är dock inte bra till kakor, vilka bakas av vanligt vete för att inte bli sega. Baguette och ciabatta däremot är brödsorter, som får sin speciella karaktär genom en viss andel durumvete och en speciell jäsningsmetod.
Användningen av vete för framställning av pastaprodukter beskrevs redan på 900-talet av Ibn Wahshīya i Kairo. En annan typ av pasta, al-fidawsh (kallas "torr pasta"), var populär i Andalusien. Därifrån kom det till kristna Spanien och förekommer ofta i spansk-muslimska kokböcker. Från "al-fidawsh" kommer det spanska ordet för nudlar, fideos, och den italienska fidelli eller fidellini. På prärien i Nordamerika odlas durumvete nästan uteslutande för tillverkning av pastaprodukter såsom spaghetti och makaroner.

## Produktion
Merparten durumvete som odlas i dag är bärnstensfärgad och kornen är större än vid andra typer av vete. Durumvete har en gul frövita, vilket ger t.ex. pasta dess färg. En produkt som kan fås vid en speciell malning är mannagryn som består av ett granulat av frökärnan. Gryn gjorda av durumvete används till högklassig pasta och bröd. Det finns också en röd durumvete, som används främst till djurfoder. Odlingen av durumvete ger större avkastning än andra vetesorter i områden med låg nederbörd (300-500mm). Förbättrad avkastning kan erhållas genom bevattning, men det är inte så vanligt.
Durumvete är bland de viktigaste livsmedelsgrödorna i västra Asien. Fastän en rad olika vetesorter odlas där räcker inte produktionen till utan vete måste också importeras. I Kanada produceras en typ av durumvete som används mest till gryn/pasta, men en del exporteras även till Italien för framställning av bröd. I Mellanöstern och Nordafrika, används hälften av durumvetet till lokala brödsorter. Även andra europeiska länder producerar durumvete av kommersiell betydelse.

## Bildgalleri

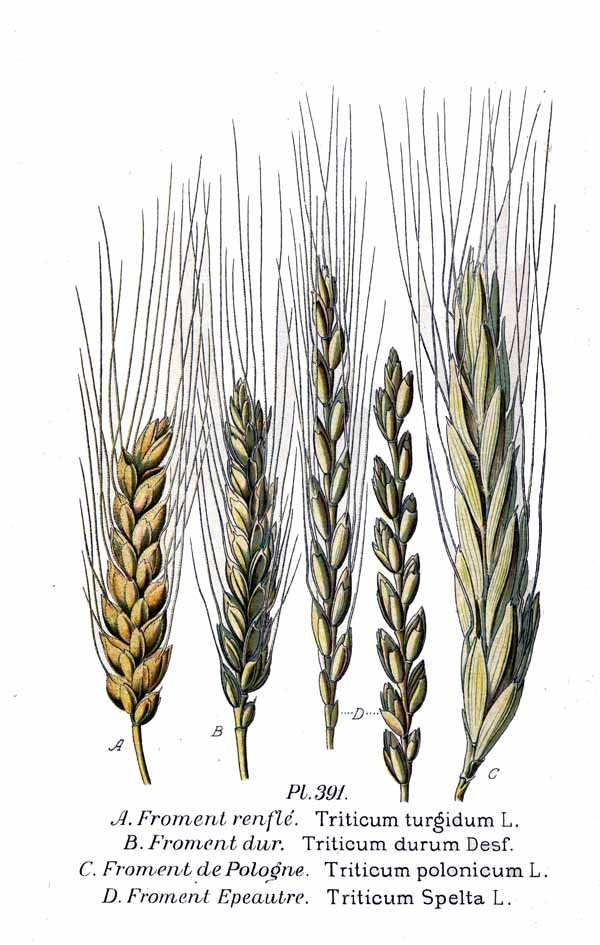
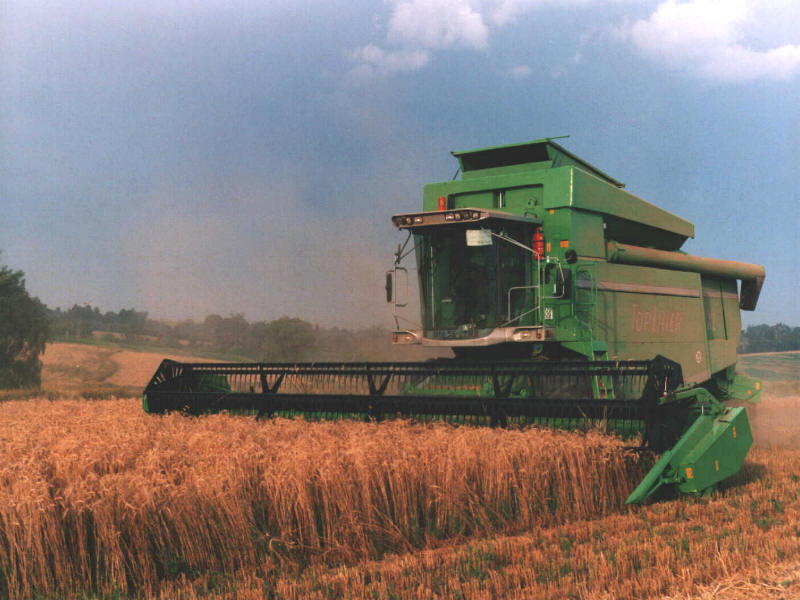
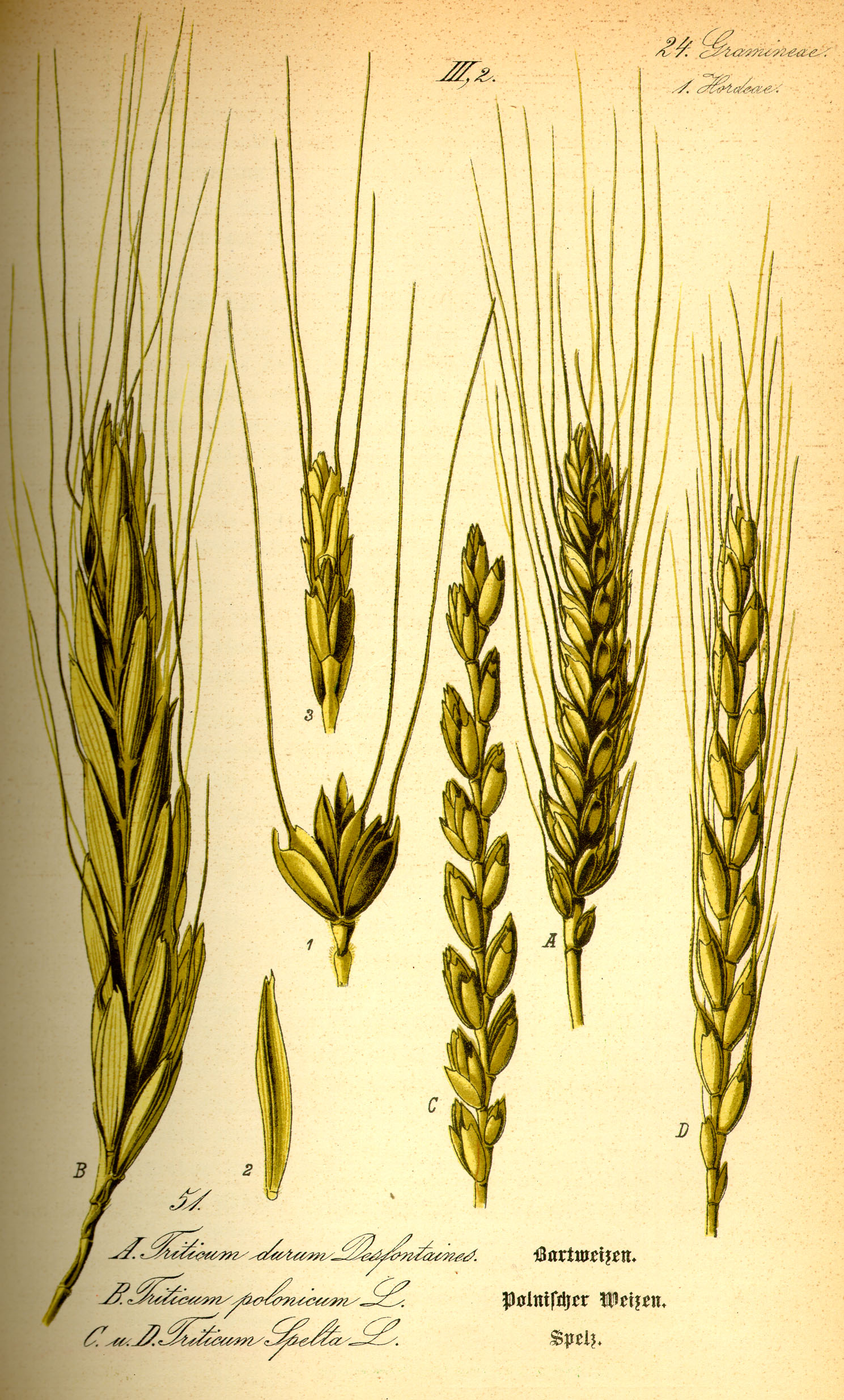
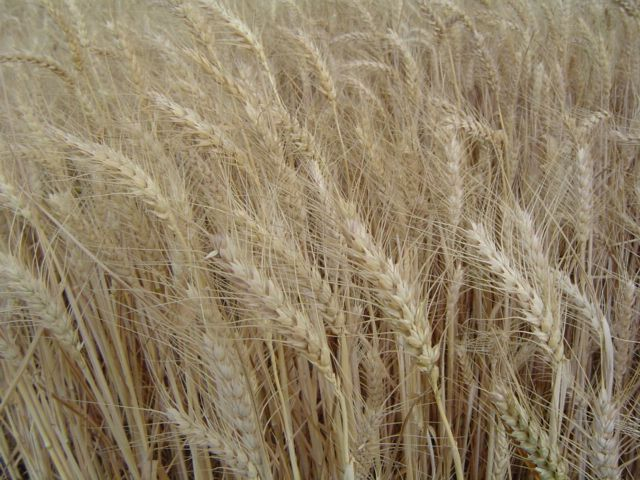
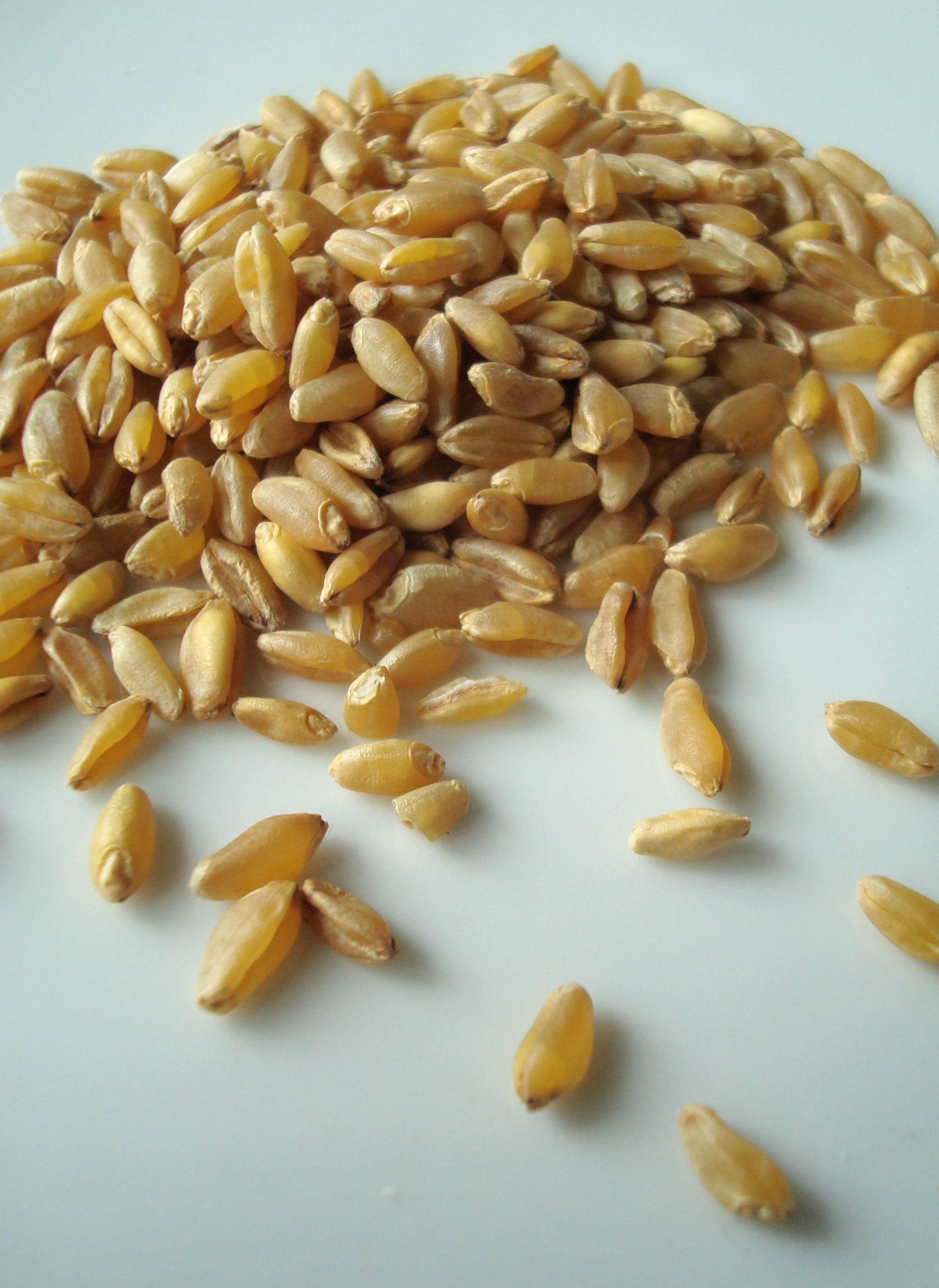
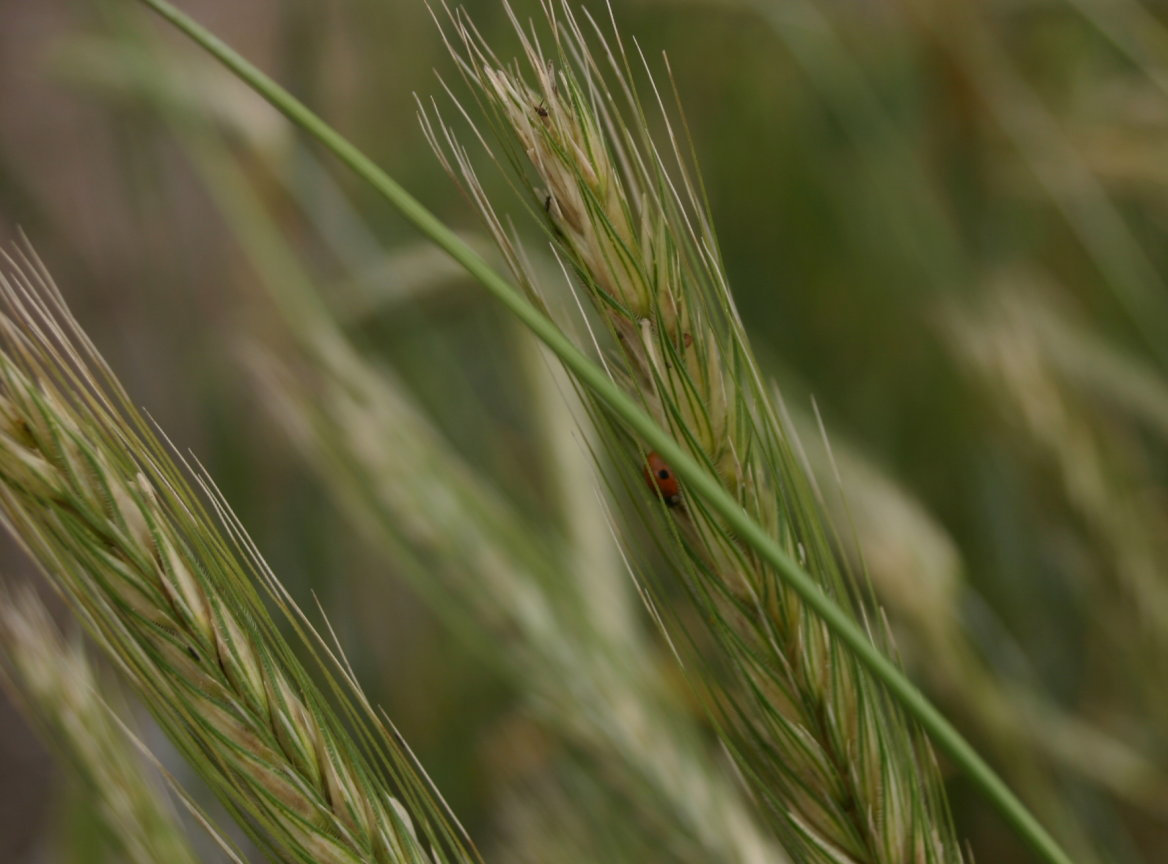